# Радуга (фильм, 1989)
«Радуга» (англ. The Rainbow) — кинофильм. По одноимённому роману Д. Г. Лоуренса.

## Сюжет
Урсула Брэнгуэн (Дэвис) — школьница, становящаяся женщиной. Первым, кто пробудил в ней сексуальные желания, был симпатичный молодой солдат (Макганн), но настоящим восторгам чувственности её научила прекрасная эмансипированная учительница (Донохью). Сценарий, написанный Расселом и его женой Вивьен, основан на последних главах романа Д. Г. Лоуренса «Влюблённые женщины», который он также экранизировал (ещё в 1969 году), и является как бы прологом к нему.

## В ролях
- Самми Дэвис — Урсула Брангвен
- Пол Макганн — Антон Скребенский
- Аманда Донохью — Уинифред Ингер
- Кристофер Гейбл — Уилл Брангвен
- Дэвид Хеммингс — дядя Генри
- Гленда Джексон — Анна Брангвен
- Дадли Саттон — Макаллистер
- Джим Картер — мистер Харби
- Джудит Пэрис — мисс Харби
- Кеннет Колли — мистер Брант
- Гленда Маккей — Гудрун Брангвен
- Марк Оуэн — Джим Ричардс
- Ральф Носсек — Викар
- Никола Стивенсон — Этель
- Молли Рассел — Молли Брангвен
- Алан Эдмондсон — Билли Брангвен
- Руперт Рассел — Руперт Брангвен
- Ричард Платт — шофер
- Бернард Лэтэм — дядя Альфред
- Джон Тэмс — дядя Фрэнк
- Зои Браун — Урсула (в 3 года)